# Catherine Wolfe Bruce

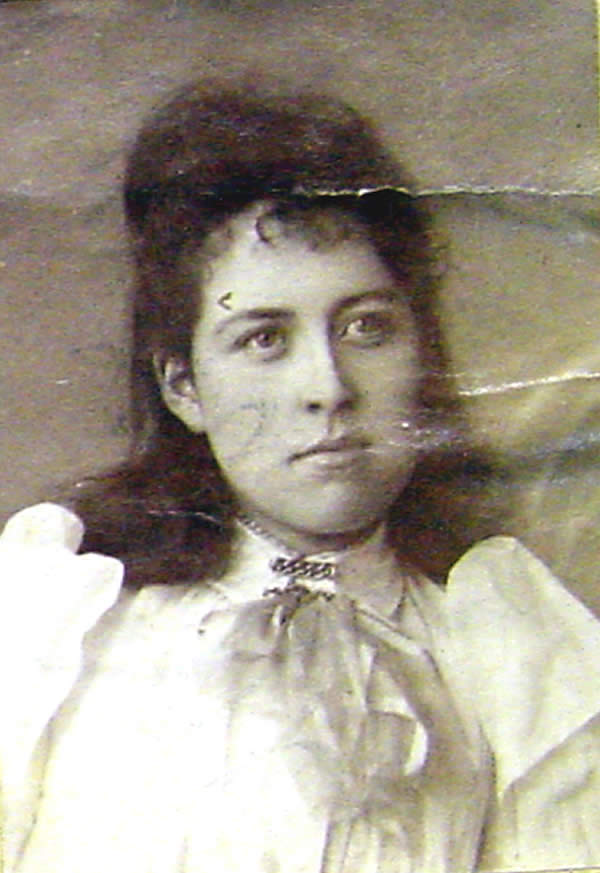
Catherine Wolfe Bruce

Catherine Wolfe Bruce (22 stycznia 1816 w Nowym Jorku, zm. 13 marca 1900 tamże) – amerykańska filantropka, donatorka astronomii. Była córką George’a Bruce’a – szkockiego emigranta, drukarza i typografa, który dorobił się wielkiej fortuny.
Fundowała między innymi zakupy teleskopów dla Harvard College Observatory i Maxa Wolfa oraz granty dla obiecujących młodych astronomów. Łącznie podarowała astronomom 174 275 dolarów, głównie za pośrednictwem Edwarda Charlesa Pickeringa, dyrektora Harvard College Observatory. Z jej inicjatywy utworzono nazwaną od jej nazwiska nagrodę – Bruce Medal, przyznawaną corocznie przez Towarzystwa Astronomicznego Pacyfiku.
Jej imieniem została nazwana planetoida (323) Brucia i mały krater Bruce na Księżycu.